# Сатыбалды, Дархан Амангельдиевич
Дархан Амангельдиевич Сатыбалды (каз. Дархан Амангелдіұлы Сатыбалды / Darhan Amangeldıūly Satybaldy; род. 26 марта 1974, село Абай, Сарыагашский район, Чимкентская область, Казахская ССР) — аким города Алматы, первый заместитель руководителя Администрации Президента Республики Казахстан (2025), аким Туркестанской области Казахстана (2022—2025). Кандидат экономических наук. Владеет казахским, узбекским, русским и английским языками. 

## Биография
Родился 26 марта 1974 года в селе Абай Сарыагашского района Южно-Казахстанской области. Воспитывает троих дочерей и сына.

## Образование и карьера
Выпускник Акмолинского сельскохозяйственного института им. С. Сейфуллина (1996). В 2003 году получил второе высшее образование в Казахском гуманитарно-юридическом университете.
- В 1991 году — рабочий отделения совхоза «Коммунизм» Келесского района.
- 1996—1999 — старший экономист ГКП «Келес» Келесского района, главный бухгалтер ТОО «Кураков и Ко» Акмолинской области.;
- 2000—2002 — ведущий контроллер-ревизор комитета финансового контроля Министерства финансов РК;
- 2002—2004 — референт, консультант отдела экономического анализа и контроля управления делами президента РК;
- 2004—2006 — главный эксперт и заведующий сектором отдела бюджетного планирования и финансового контроля Управления делами Президента РК;
- С июля по декабрь 2006 года — исполняющий должность директора ГКП «Жылу» департамента жилья города Астаны;
- 2007—2008 — заместитель директора бюджетного департамента Министерства образования и науки РК;
- 2008—2009 — заместитель директора финансового департамента Министерства образования и науки;
- 2009—2010 — заместитель председателя комитета науки Министерства образования и науки;
- 2010—2011 — начальник департамента Комитета национальной безопасности РК;
- С августа 2011 года — заместитель заведующего социально-экономическим отделом Канцелярии премьер-министра РК;
- С 2013 года — аким города Шымкента Южно-Казахстанской области[2];
- С 19 августа 2015 года — первый заместитель акима Южно-Казахстанской области[3].
- В октябре 2018 года избран депутатом Сената Парламента РК[4].
- 18 марта 2019 года назначен Чрезвычайным и Полномочным Послом Республики Казахстан в Республике Узбекистан[5].
- 31 августа 2022 года на выборах акима Туркестанской области[6][7] опередил Уласбека Садибекова (200:86 из 286 голосов) и был утверждён в должности президентом.
- 6 января 2025 года указом главы государства освобожден от должности акима Туркестанской области и назначен первым заместителем руководителя Администрации Президента Республики Казахстан[8].
- С 24 мая 2025 года — аким города Алматы[9].

## Награды
- Орден «Парасат» (2024)[10],
- Орден «Құрмет»,
- Юбилейная медаль «Астананың 10 жылдығы»,
- Медаль «Ерең еңбегі үшін»,
- Благодарственное письмо Президента РК за активное участие в подготовке и проведении VII Саммита ОБСЕ в Астане.

## Семья и дети
- Жена: Мекембаева Жанар Ахмеджановна (1981)
- Братья: Сатвалдиев Габит Амангельдиевич — учредитель ТОО SAT-NS и ТОО SAT Group Construction, Сатвалдиев Сункар Амангельдиевич — учредитель ТОО SAT Group Project.[1]